# Katarzyna Kotyńska
Katarzyna Kotyńska (ur. 1973) – literaturoznawca, tłumaczka literatury ukraińskiej i białoruskiej.

## Życiorys
W 1997 roku ukończyła filologię ukraińską na Uniwersytecie Warszawskim. W 2005 roku obroniła na Wydziale Polonistyki UW pracę doktorską pt. Mitologizacja obrazu Lwowa w polskiej, ukraińskiej i rosyjskiej eseistyce drugiej połowy XX wieku. Od 1998 roku pracuje w Instytucie Slawistyki PAN, a od 2009 roku w Instytucie Filologii Wschodniosłowiańskiej UJ. Prowadzi zajęcia z przekładu literackiego i historii literatury ukraińskiej. W 2017 roku jej książka Lwów. O odczytywaniu miasta na nowo została wydana po ukraińsku pod tytułem Lʹwiw: pereczytuwannia mista, w przekładzie Ostapa Sływynskiego.

## Publikacje
- 2006: Eseiści o Lwowie: pamięć, sąsiedztwo, mity[3]
- 2015: Lwów. O odczytywaniu miasta na nowo[4]

Tłumaczenia
- 2020: Wiktoria Amelina Dom dla Doma[5]
- 2019: Jurij Andruchowycz Kochankowie Justycji : powieść parahistoryczna w ośmiu i pół odcinkach[6]
- 2019: Rękawiczka. Ukraińska bajka ludowa[7]
- 2016: Sofija Andruchowycz Felix Austria[8]
- 2016: Ołeksij Czupa Dziesięć słów o Ojczyźnie[9]
- 2014: Jurij Andruchowycz Leksykon miast intymnych : swobodny podręcznik do geopoetyki i kosmopolityki[10]
- 2012: Oksana Zabużko Muzeum porzuconych sekretów[11]
- 2011: Natalia Jakowenko Historia Ukrainy do 1795 roku[12]
- 2010: Natalia Jakowenko Druga strona lustra : z historii wyobrażeń i idei na Ukrainie XVI-XVII wieku[13]
- 2008: Jurij Andruchowycz Dwanaście kręgów[14]
- 2008: Oksana Zabużko Badania terenowe nad ukraińskim seksem[15]
- 2007: Jurij Andruchowycz Diabeł tkwi w serze[16]
- 2007: Oksana Zabużko Siostro, siostro[17]
- 2005: Jurij Andruchowycz Sny o Europie[18]
- 2005: Lubko Deresz Arche : monolog, który wciąż jeszcze trwa[19]
- 2004: Natalia Śniadanko Kolekcja namiętności czyli Przygody młodej Ukrainki[20]
- 2002: Jurij Andruchowycz Ostatnie terytorium : eseje o Ukrainie[21]
- 2002: Mykoła Riabczuk Od Małorosji do Ukrainy[22]
- 2000: Jarosław Hrycak Historia Ukrainy:1772-1999: narodziny nowoczesnego narodu[23]

## Nagrody
- 2017: Wyróżnienie podczas Targów Książki „Forum Wydawców 2017” we Lwowie w kategorii „Miasto: Lwów” za ukraiński przekład monografii Lwów: o odczytywaniu miasta na nowo[24].

- 2013: Laureatka Literackiej Nagrody Europy Środkowej Angelus za przekład książki Oksany Zabużko Muzeum porzuconych sekretów[24].
- 2011: miesięczne stypendium pobytowe Centrum Historii Miejskiej Europy Środkowo-Wschodniej, Lwów, Ukraina[24].